# Stazione di Palermo Cardillo
La stazione di Palermo Cardillo è una fermata ferroviaria posta sulla linea Palermo-Trapani. Serve il quartiere palermitano di Cardillo. A bordo dei treni regionali della linea viene denominata come Palermo Cardillo-Zen

## Storia
La fermata venne attivata il 15 agosto 1994, al fine di estendere, con l'istituzione di nuove fermate periferiche, l'accesso al servizio ferroviario metropolitano.
Il 29 gennaio 2012 la fermata, posta alla progressiva chilometrica 7+969 venne soppressa e sostituita da quella nuova posta al km 7+832 nell'ambito dei lavori di costruzione della variante tra San Lorenzo Colli e Isola delle Femmine.
La fermata ricostruita venne attivata il 7 ottobre 2018, contemporaneamente alla riapertura della tratta da Palermo Notarbartolo a Carini della ferrovia Palermo-Trapani.

## Strutture e impianti
La fermata, posta alla progressiva chilometrica 9+820 fra le fermate di Palermo La Malfa e Palermo Tommaso Natale, conta due binari serviti da due marciapiedi laterali lunghi 125 m e alti 55 cm sul piano del ferro.